# نبرد آتشین (فیلم ۱۹۸۶)
«نبرد آتشین» (به انگلیسی: Firefight) یک فیلم کوتاه آمریکایی در سبک فیلم جنگی محصول سال ۱۹۸۶ به کارگردانی، نویسندگی، تهیه‌کنندگی و تدوین شلدون لتیچ است که داستان آن در طول جنگ ویتنام اتفاق می‌افتد. لتیچ یک کهنه سرباز جنگ ویتنام بود و این فیلم را بر اساس تجربیات خود ساخت.
این فیلم در سال ۱۹۸۳ طی دو آخر هفته طولانی در پایگاه نیروی دریایی در کمپ پندلتون، کالیفرنیا فیلمبرداری شد. مراحل پس از تولید به دلیل کمبود بودجه چندین سال طول کشید. با این حال، فیلم موفقیت‌آمیز بود و حرفه فیلمسازی کارگردان را آغاز کرد.

## خلاصه داستان
گروهی از تفنگداران دریایی در بالای تپه‌ای در ویتنام پس از اینکه یک تک تیرانداز یکی از آنها را زخمی می‌کند، درخواست کمک اضطراری می‌کنند. قبل از اینکه هلیکوپتر کمک اضطراری بتواند برای فرود بیاید، تفنگداران دریایی توسط یک گروه بزرگ مورد حمله قرار می‌گیرند و …